# Santa Catarina, Tapachula
Santa Catarina är en ort i Mexiko.   Den ligger i kommunen Tapachula och delstaten Chiapas, i den sydöstra delen av landet, 900 km sydost om huvudstaden Mexico City. Santa Catarina ligger 222 meter över havet och antalet invånare är 146.
Terrängen runt Santa Catarina är platt åt sydväst, men åt nordost är den kuperad. Runt Santa Catarina är det ganska tätbefolkat, med 239 invånare per kvadratkilometer. Närmaste större samhälle är Tapachula, 4,0 km söder om Santa Catarina. Trakten runt Santa Catarina består till största delen av jordbruksmark.